# ماركوس روز
ماركوس روز (بالإنجليزية: Marcus Rose)‏ هو لاعب اتحاد الرغبي بريطاني، ولد في 12 يناير 1957 في لوفبرا في المملكة المتحدة.

## وصلات خارجية
- ماركوس روز عل موقع إسبنسكروم (الإنجليزية)